# Swordsman (film, 1990)
Pour les articles homonymes, voir Swordsman.
Série
Swordsman 2
(1992)
Pour plus de détails, voir Fiche technique et Distribution.
Swordsman (chinois : 笑傲江湖 ; pinyin : Xiào ào jiānghú ; cantonais Jyutping : Siu3 Ngou6 Gong1 Wu4) est un film hongkongais réalisé par Ching Siu-tung, King Hu, Ann Hui, Andrew Kam et Tsui Hark, sorti le 5 avril 1990. L'intrigue est tirée du roman de Jin Yong Le Vagabond au sourire fier (xiaoao jianghu 笑傲江湖) qui est aussi le titre chinois.

## Synopsis
Une nuit, dans la bibliothèque impériale, un homme s'introduit furtivement et vole un parchemin appelé le volume sacré, écrit sous la Dynastie Ming, qui contiendrait les bases d'un art de combat surnaturel. Peu de temps après, le coffret du volume sacré est retrouvé vide. Rapidement, les soupçons se tournent vers un ancien officier, le maître Lam Chun Nam. Bien que la demeure du Maître Lam soit encerclée par les soldats impériaux, deux disciples de l'école de la montagne Wah, Ling Wu Chung et Kiddo, parviennent à entrer dans la demeure pour apporter un document et un message de la part de leur maître, Ngok. Mais très vite, le clan de Lam et les deux disciples doivent fuir sous l'oppressante menace de Zhor, allié des troupes impériales. Pendant la fuite, Chun Nam trouve la mort mais confie à Ling, durant son agonie, où se trouve le fameux manuscrit afin que ce dernier aille le confier à son tour à Ping Gi, son fils.

## Fiche technique
- Titre : Swordsman
- Titre original : chinois : 笑傲江湖 ; pinyin : Xiào ào jiānghú ; cantonais Jyutping : Siu3 Ngou6 Gong1 Wu4
- Réalisation : Ching Siu-tung, King Hu, Ann Hui, Andrew Kam et Tsui Hark
- Scénario : Kwan Man-Leung, d'après le roman de Louis Cha
- Production : Tsui Hark
- Musique : Romeo Díaz et James Wong
- Photographie : Andy Lam et Peter Pau
- Montage : Marco Mak et David Wu
- Pays d'origine : Hong Kong
- Format : Couleurs - 1,85:1 - Stéréo - 35 mm
- Genre : Action, romance
- Durée : 120 minutes
- Date de sortie : 5 avril 1990 (Hong Kong)

## Distribution
- Sam Hui : Ling Wu Chung
- Cecilia Yip : Gamin / Kiddo
- Jacky Cheung : commandant Auyeung
- Sharla Cheung : Yam Ying-ying
- Yuen Wah : Chor
- Lau Shun : L'eunuque
- Lau Siu-ming : Ngok
- Lam Ching-Ying : Kuk
- Wu Ma : Lau, chef de l'organisation du bon vent
- Fennie Yuen : Phoénix bleu

## Récompenses
- Prix des meilleures chorégraphies (Tony Ching) et prix de la meilleure chanson (James Wong et Sam Hui, pour Chong Hoi Yat Sing Siu), ainsi que des nominations au prix du meilleur second rôle masculin (Jacky Cheung et Shun Lau), meilleure direction artistique (James Leung), meilleure montage et meilleure musique lors des Hong Kong Film Awards 1991.